# Heinrich Wild
Heinrich Wild  (15. listopadu 1877 Mitlödi, Kanton Glarus – 26. prosince 1951 Baden byl švýcarský zeměměřický inženýr, vynálezce a zakladatel továrny na výrobu geodetických, fotogrammetrických, lékařských a vojenských optických přístrojů Wild Heerbrugg.

## Život

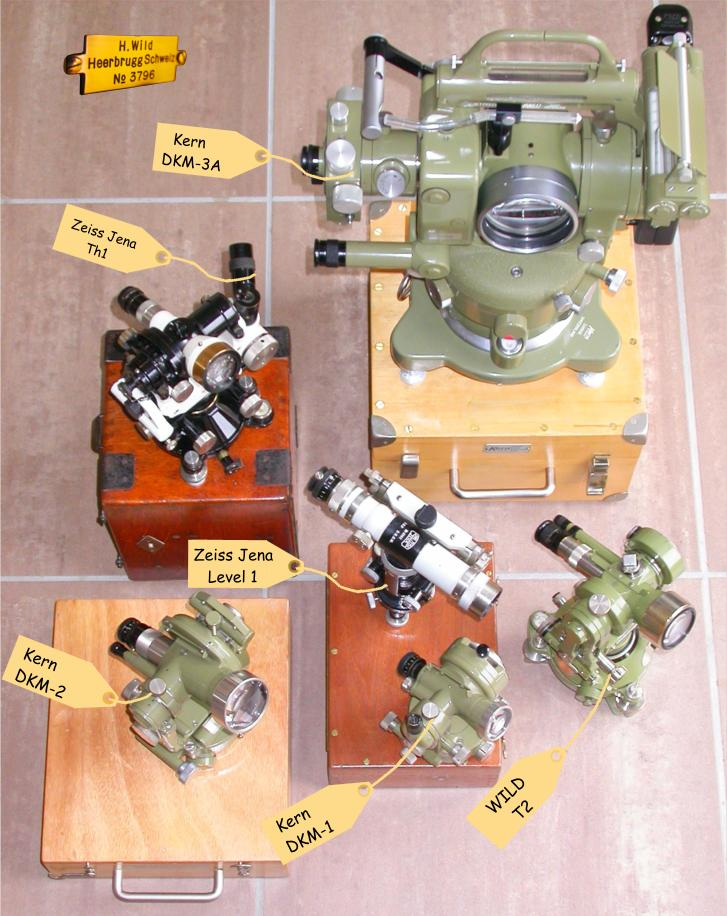
Zeměměřické přístroje, které zkonstruoval Heinrich Wild pro firmy Zeiss, Wild a Kern.

Narodil se v rodině kresliče Josta Heinricha Wilda a jeho ženy Elisabeth rozené Weber.
Když mu bylo 15 let, vyučil se u Linthinženýra (Linthingenieur = inženýr vodních staveb na řece Linth) Gottlieba Heinricha Leglera v městečku Glarus. Koupil si malý teodolit a provedl mapování části toku řeky Linth. Později navštěvoval zeměměřickou školu v Winterthur a v roce1899 nastoupil jako praktikant do Federálního úřadu topografie v Bernu (Bundesamt für Landestopografie). Ředitel tohoto úřadu brzy poznal vynikající talent mladého muže. V roce 1900 byl jmenován inženýrem III. třídy (Bundesexpert III. Klasse) tohoto úřadu. Pracoval na mapovacích, nivelačních a triangulačních pracích.
V té době byl Albert Einstein rovněž inženýrem III. třídy ve Švýcarském patentovém úřadě v Bernu, Oba byli zhruba stejně staří a oba po sedmi letech Bern opustili. V roce 1930 oba obdrželi čestný doktorát Spolkové vysoké technické školy v Curychu (ETH).
Díky svým organizačním schopnostem byl povýšen na inženýra první třídy. Vedle úkolů při zaměřování lesů mu byla svěřena i otázka přístrojového vybavení úřadu.
Wild měl zkušenosti s měřením ve vysokohorském terénu, kde příprava a práce s tehdejšími teodolity byla příliš pomalá a díky tomu pro nepřízeň počasí často neúspěšná. Navrhl několik technických a konstrukčních vylepšení měřických přístrojů, které by značně zrychlily postup měření a na které získal patenty.
V roce 1900 se oženil s Annou Katharinou Märchy.
V roce 1907 opustil úřad a nabídl své zkušenosti firmě Carl Zeiss v německé Jeně. Ta do té doby zeměměřické přístroje nevyráběla. Wild byl pověřen založením a vedením nového oddělení pro výrobu geodetických přístrojů. Přestěhoval se do Jeny. Začal s vývojem nivelačních přístrojů (Nivellier I a Nivellier II), kde uplatnil řadu svých nových konstrukcí a vynálezů. Dále navrhl velice pokrokovou konstrukci teodolitu Carl Zeiss Th1.
Po první světové válce se ekonomická situace v Německu zhoršila a proto se v roce 1919 vrátil zpět do Švýcarska. V roce 1921 založil se společníky Robertem Helblingem a Jacobem Schmidheiny dílnu na výrobu geodetických přístrojů  "Heinrich Wild, Werkstätte für Feinmechanik und Optik", později přejmenovanou na "Wild Heerbrugg".
Zde byl kromě řady dalších geodetických přístrojů zkonstruován "univerzální teodolit Wild" (později známý pod označením Wild T2), přesný teodolit Wild T3 a Stereoautograf Wild (Wild A1) pro vyhodnocování leteckých fotogrammetrických snímků. Firma rovněž vyráběla nové objektivy pro letecké měřické komory.
Jako vynálezce se málo staral o ekonomické aspekty své firmy. To vedlo k tomu, že se ve třicátých letech dostal do rozporu s vedením firmy, protože chtěl uplatňovat nové vynálezy zatímco v době ekonomické krize byla firma ráda, že se "staré" přístroje stále prodávají.
Proto přešel v roce 1935 jako konstruktér ke konkurenční společnosti Kern & Co v Aarau, kde mimo jiné zkonstruoval legendární dvoukruhové teodolity DKM.

## Dílo

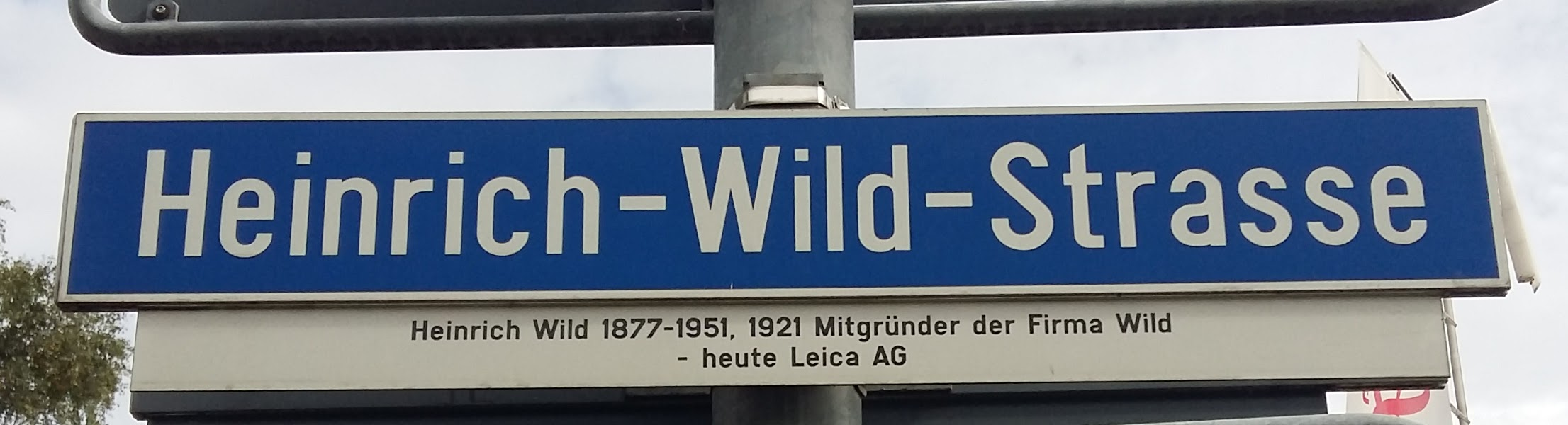
Ulice Heinricha Wilda v Heerbruggu

Heinrich Wild svými vynálezy zásadně ovlivnil konstrukci optických, mechanických, zeměměřických a fotogrammetrických přístrojů. Byl jedním z nevýznamnějších konstruktétů geodetických přístrojů ve 20. století. Firma Kern & Co byla v roce 1988 zakoupena svým největším konkurentem, firmou Wild Heerbrugg. Výroba přístrojů přešla v roce 1990 k nástupci – firmě Leica-geosystems.